# سوران بابي بولسن
سوران بابي بولسن (بالدنماركية: Søren Pape Poulsen)‏ (ولد في 31 ديسمبر 1971 في كوبنهاغن) هو سياسي دنماركي، كان عضوًا في برلمان بلاده وتولَّى وزارة عدلها، وترأس حزب الشعب المحافظ الدنماركي.

## النشأة والمسيرة السياسية

### النشأة والدراسة
ولد بابي بولسن في 31 ديسمبر 1971 في كوبنهاغن. درس النقل البحري في كروندفوس.

### بدايات العمل السياسي
انتخب للمجلس البلدي في بلدية بييرينغبرو في عام 2001. بعد الإصلاح البلدي الدنماركي في عام 2007، أصبحت بلدية بيرينجبرو جزءًا من بلدية فيبورغ الجديدة وواصل بابي بولسن عمله في المجلس البلدي الجديد.

### رئيس بلدية فيبورغ
بعد الانتخابات المحلية عام 2009، قام بتشكيل الأغلبية مع الحزب الاشتراكي الديمقراطي، وحزب الشعب الاشتراكي وحزب الشعب الدنماركي وأصبح بذلك رئيس بلدية فيبورغ. في انتخابات عام 2013، ضاعف حزب المحافظين من ولاياتهم وتم إعادة انتخاب بابي بولسن كرئيس بلدية.

### رئيس حزب الشعب المحافظ الدنماركي ووزير العدل
في 6 أغسطس 2014، استقال لارس بارفود من منصبه كزعيم لحزب الشعب المحافظ، وقال إنه يود أن يخلفه بابي بولسن كرئيس للحزب. في اليوم التالي، انتخبت المجموعة البرلمانية بالإجماع بابي بولسن كرئيس سياسي حتى مؤتمر الحزب في 26 سبتمبر 2014. وكان في منصب رئيس البلدية حتى يوم الأربعاء، 3 سبتمبر 2014 عندما أصبح تورستن نيلسن من حزب الشعب المحافظ خلفا له كرئيس بلدية فيبورغ.
في 28 نوفمبر/تشرين الثاني 2016، أصبح بولسن وزيراً للعدل في مجلس وزراء حكومة لارس لوكه راسموسن الثالثة.